# Ambrosiozyma philentoma
Ambrosiozyma philentoma är en svampart som beskrevs av Van der Walt, D.B. Scott & Klift 1972. Ambrosiozyma philentoma ingår i släktet Ambrosiozyma, ordningen Saccharomycetales, klassen Saccharomycetes, divisionen sporsäcksvampar och riket svampar.   Inga underarter finns listade i Catalogue of Life.